# Enseñar a un sinvergüenza
Enseñar a un sinvergüenza es una obra de teatro, escrita por Alfonso Paso y estrenada el 16 de noviembre de 1967 en el Teatro Victoria de Barcelona.

## Argumento
El juerguista y caradura Lorenzo irrumpe en la vida de Rosana, una profesora muy bella pero estricta y rigurosa que nunca se permite hacer algo fuera de lugar. El encuentro cambiará las formas y actitudes de Rosana, que termina perdidamente enamorada.

## Secuela
En 2006, se estrenó una pieza que continuaba el argumento 40 años después, con el título de ¿Qué fue del sinvergüneza?, escrita por Rafael Mendizábal y protagonizada por José Rubio y María Kosty.

## Representaciones destacadas
- Teatro (Estreno, 1967). Dirección: Juan Guerrero Zamora. Intérpretes: José Rubio (Lorenzo), Nuria Torray (Rosana), Antonio Vico, Carmen Carbonell, Charo Soriano. La obra estuvo en cartel durante 16 años seguidos, maniéndose Rubio durante todo ese tiempo al frente del reparto. Con posterioridad, el papel de Rosana fue interpretado por Ana María Vidal (1968), María Garralón (1975-1979), Anabel Montemayor (1980-1982) y María Rey (1982-1983). Otros cambios en el reparto incluyeron a actores como Mary Delgado, Mercedes Aguirre o Esther Gala. En 1994 se repuso la obra, de nuevo con Rubio y Vidal al frente del cartel.
- Cine (Enseñar a un sinvergüenza - 1970). Intérpretes: José Rubio (Lorenzo), Carmen Sevilla (Rosana), Mari Carmen Prendes, Manuel Alexandre, José Luis Coll, Tina Sáinz, Luis Sánchez Polack, Mara Laso, Ingrid Garbo.
- Televisión (4 de mayo de 1989, en el espacio de TVE Primera función). Intérpretes: José Sancho (Lorenzo), Virginia Mataix (Rosana), Pastor Serrador, Margot Cottens, Pilar Barrera.